# Dziennik Częstochowski 24 Godziny
Dziennik Częstochowski 24 Godziny – dziennik ukazujący się w Częstochowie w latach 1990–1995.

## Historia
Pierwszy numer ukazał się 2 lipca 1990, ostatni 31 maja 1995.
Początkowo gazeta była mutacją Gazety Kieleckiej, następnie Dziennika Radomskiego 24 Godziny, przedrukowując część materiałów z macierzystego tytułu, a z czasem przestawiając się wyłącznie na tematykę związaną z regionem częstochowskim. Pierwszym redaktorem naczelnym był Juliusz Braun, kolejnymi: Anna Krawiecka, Marian Piotr Rawinis, Andrzej Krzyształowski, Sławomir Węglewski, Bogdan Knapik.

## Wydawca
Pierwotnie wydawcą była kielecka spółka „Drogowiec”, z której wyodrębniło się Wydawnictwo 24 Godziny z siedzibą w Radomiu. Z kolei po kupnie tej firmy w 1993 przez Andrzeja Tadeusza Wilamowskiego, wydawcą gazety zostało należące do niego Przedsiębiorstwo Wielobranżowe „ATW” Sp. z o.o. z siedzibą w Podlesiu Mleczkowskim. Nowy wydawca zapowiadał utworzenie ogólnopolskiego dziennika „24 Godziny” na bazie posiadanych gazet w Radomiu i Częstochowie.

## Dodatki tematyczne
- Biznes (od 1994)
- Dziennik Targowy (od 1994)
- Miesięcznik Częstochowski (1992)
- Sport (od 1992)
- Wtenczas (od 1994)